# Juan Antonio de Zunzunegui y Loredo
Juan Antonio de Zunzunegui y Loredo (Portugalete, Biscaia, 21 de desembre de 1900 - Madrid, 31 de maig de 1982) va ser un novel·lista espanyol. Autor de gran fecunditat, la seva obra s'adscriu a un realisme tradicional. Va ser membre de la Reial Acadèmia Espanyola des de 1957.

## Biografia
Va néixer el 21 de desembre de 1900 a Portugalete (Biscaia). Va estudiar en els jesuïtes d'Orduña i a les Universitats de Deusto, Valladolid i Salamanca. Va tenir una gran amistat amb Miguel de Unamuno qui -segons el mateix Zunzunegui- seria l'autor que més li va influir. Per trasllat de la seva família a Madrid, acaba a la seva universitat la carrera de dret. Doctor en Filosofia i Lletres, va estudiar també llengua francesa i italiana en Tours i Perusa.
Durant la guerra civil espanyola va donar suport al bàndol nacional, col·labora amb la Delegació de Premsa i Propaganda i després en la revista Vértice com a crític teatral.
El 1957 ocupa la butaca "a" deixada per Pío Baroja en la Reial Acadèmia de la Llengua. Va morir a Madrid, on residia habitualment des de la seva joventut, el 1982 i fou enterrat per exprés desig a la vila de Portugalete, en el panteó de la família de la seva esposa.
Les seves novel·les es troben en una línia realista propera al naturalisme, en la qual s'adverteix no obstant això la influència de Pío Baroja pel que fa a l'ús d'un llenguatge escarit. Per elles desfilen variats tipus de la societat bilbaina i madrilenya de la seva època, caracteritzats en general per una concepció materialista de la vida. La seva visió del món és més aviat pessimista, encara que suavitzada de vegades per l'humor, com succeeix en La úlcera, que s'aparta del seu realisme habitual.
Les novel·les publicades fins a 1950 s'ambienten preferentment a Bilbao i els seus voltants, mentre que a partir d'aquesta data l'escenari principal és Madrid.

## Obres
- Vida y paisaje de Bilbao (1926)
- Chiripi (1931)
- Tres en una (1935)
- El chiplichandle (1940)
- Ay... estos hijos (1943)
- El barco de la muerte (1945)
- La quiebra (1947)
- La úlcera (1949)
- Las ratas del barco (1950)
- El supremo bien (1951)
- Esta oscura desbandada (1952)
- Ramón o la vida baldía (1952)
- La vida como es (1954)
- El hijo hecho a contrata (1956)
- Una mujer sobre la tierra (1959)
- El mundo sigue (1960)
- La poetisa (IV serie de "Cuentos y patrañas de mi Ría") (1961)
- El premio (1961)
- El camión justiciero
- El camino alegre (1962)
- Todo quedó en casa (1964)
- Murió en un córner (1966)
- Un hombre entre dos mujeres (1966)
- La frontera delgada (1968)
- Una rica hembra (1970)
- De la vida y de la muerte (1984)